# Колтубановский
Колтубановский — посёлок (ранее городского типа) в Бузулукском районе Оренбургской области России. Центр Колтубановского поссовета.

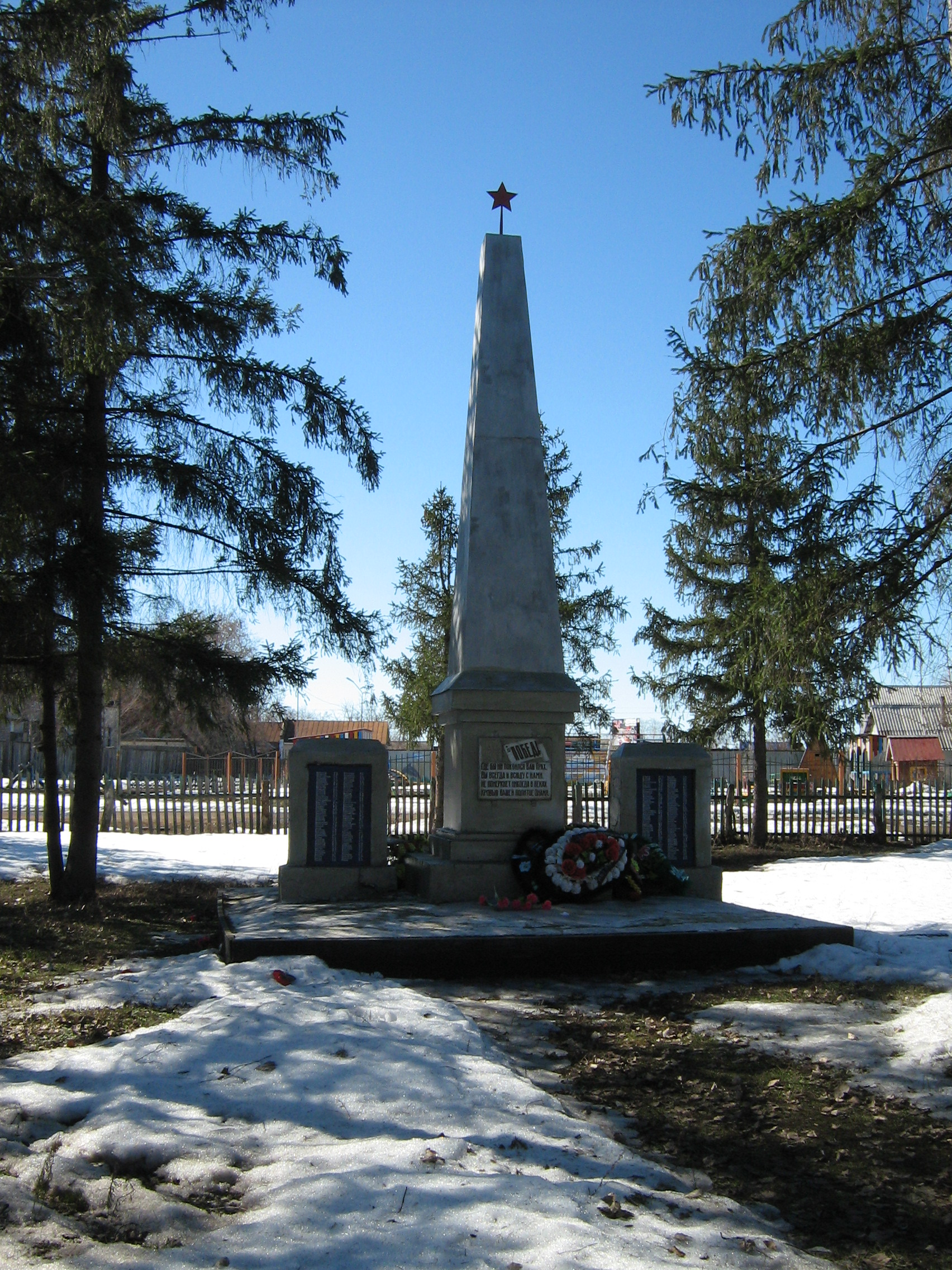
Обелиск воинам-землякам, погибшим в годы ВОВ

## География
Расположен на реке Боровка (приток Самары), в 23 км к северо-западу от Бузулука и в 245 км от Оренбурга. Железнодорожная станция Колтубанка на линии Кинель — Оренбург.

## История
Населённый пункт основан в 1885 году при постройке железнодорожной станции на пути из Самары в Оренбург.

## Население
| 1959  | 1970  | 1979  | 1989  | 2002  | 2003  | 2010  | 2012  | 2013  |
| ----- | ----- | ----- | ----- | ----- | ----- | ----- | ----- | ----- |
| 5698  | ↘5636 | ↘4037 | ↗4173 | ↘3852 | ↗3941 | ↘3450 | ↘3429 | ↘3413 |
| 2021  |       |       |       |       |       |       |       |       |
| ↘3157 |       |       |       |       |       |       |       |       |

## Экономика
Долгое время работала мебельная фабрика и другие предприятия деревообрабатывающей промышленности, ведутся лесозаготовки.
Работает ряд магазинов, в том числе маркет «Магнит», «Пятёрочка», рынок.

## Культура и образование
В посёлке действуют две школы: Боровая средняя общеобразовательная и Боровая основная, ДОУ «Боровичок». Работает библиотека, краеведческий музей и музей национального парка «Бузулукский Бор», а также дом космонавта Юрия Романенко, родившегося в Колтубановском.
В Колтубановском имеется национально-культурная община уральских (яицких) казаков. Ежегодно проводятся фестивали и праздники казачьей культуры.

## Достопримечательности
Обелиск воинам-землякам, погибшим на фронтах ВОВ и аллея памяти погибших солдат находится в самом центре посёлка.

Близ посёлка, в бассейне реки Боровка — национальный парк Бузулукский бор.

## Аллея памяти

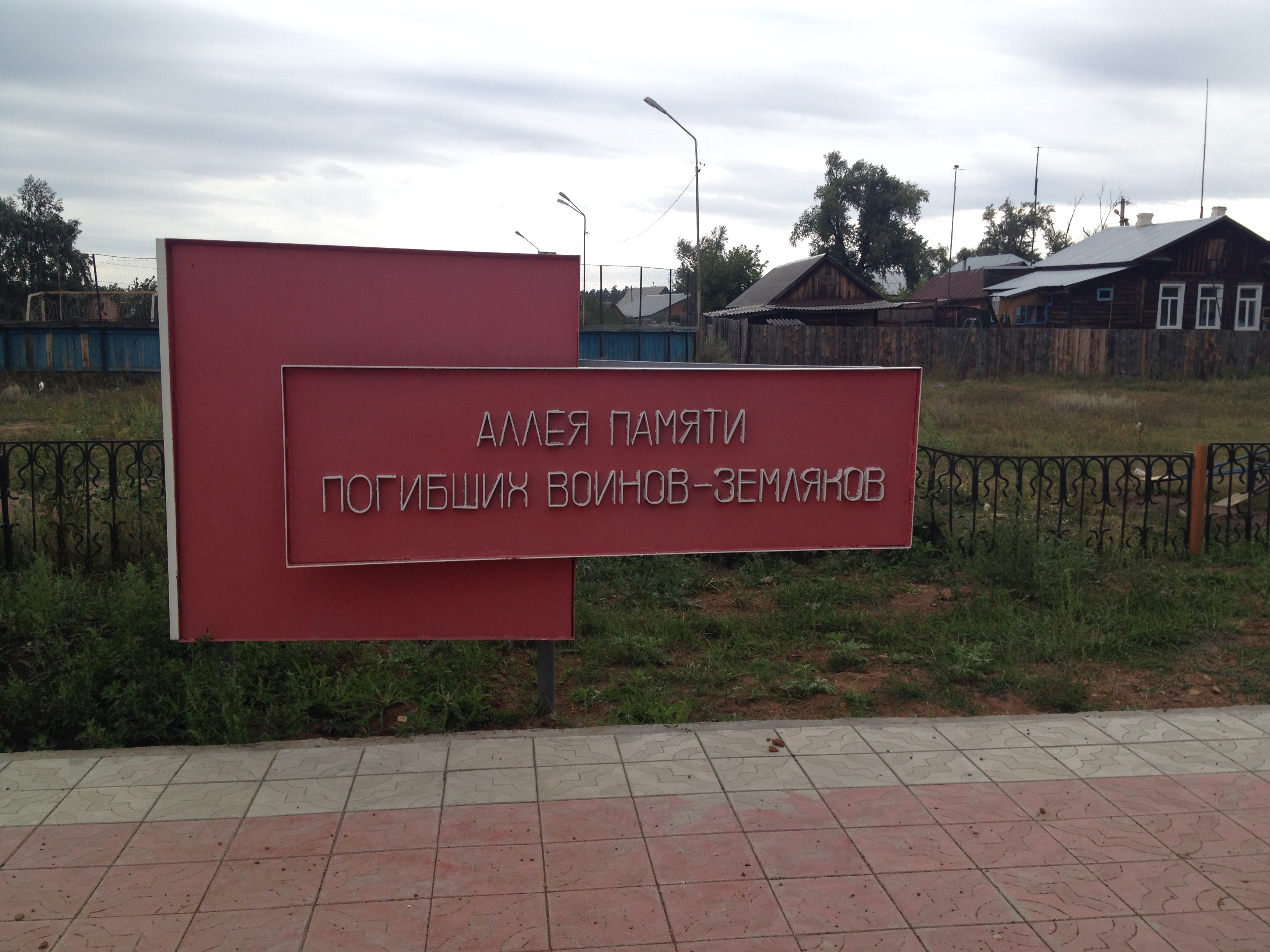
Стела
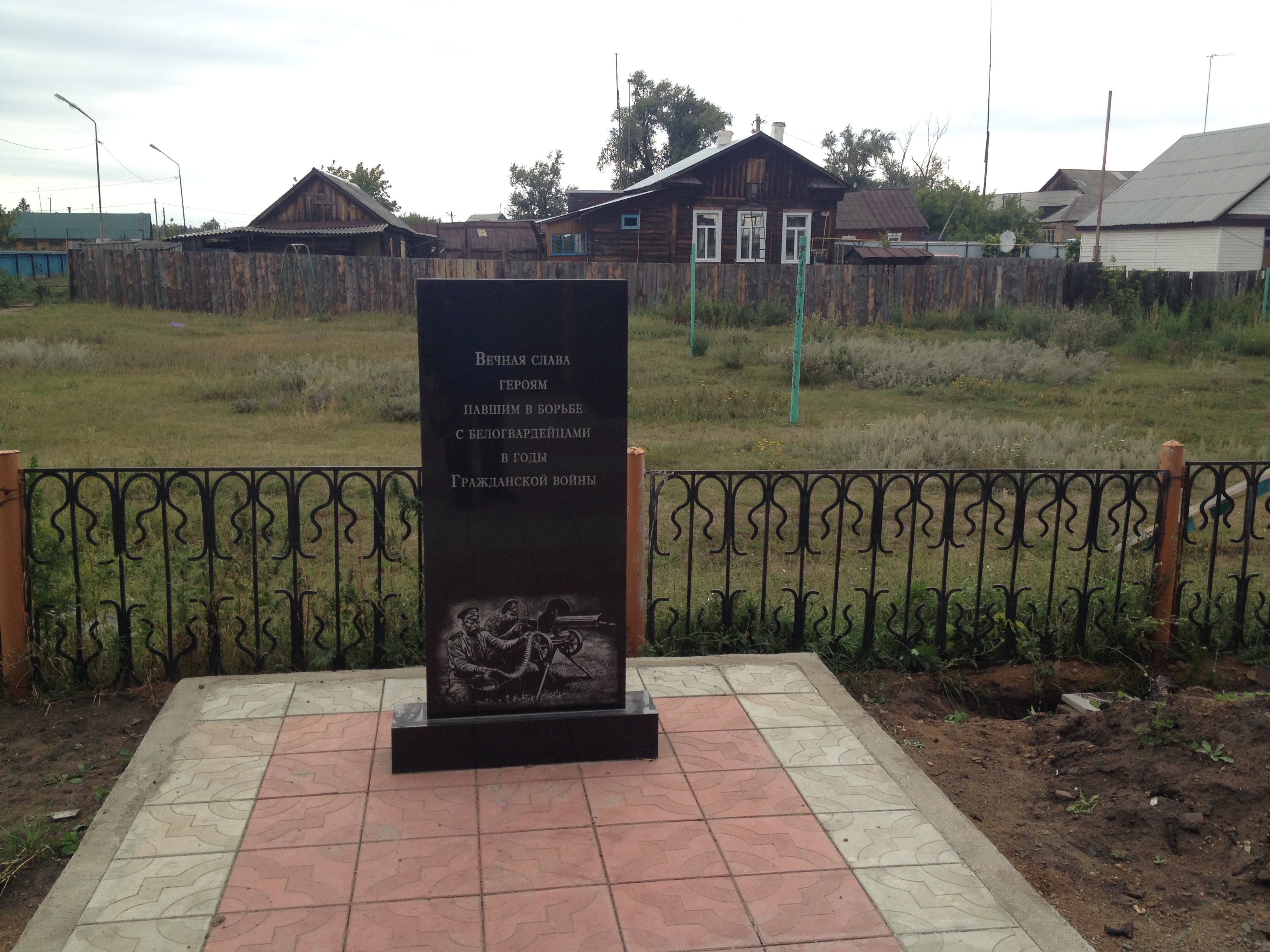
Памяти погибших в Гражданской войне
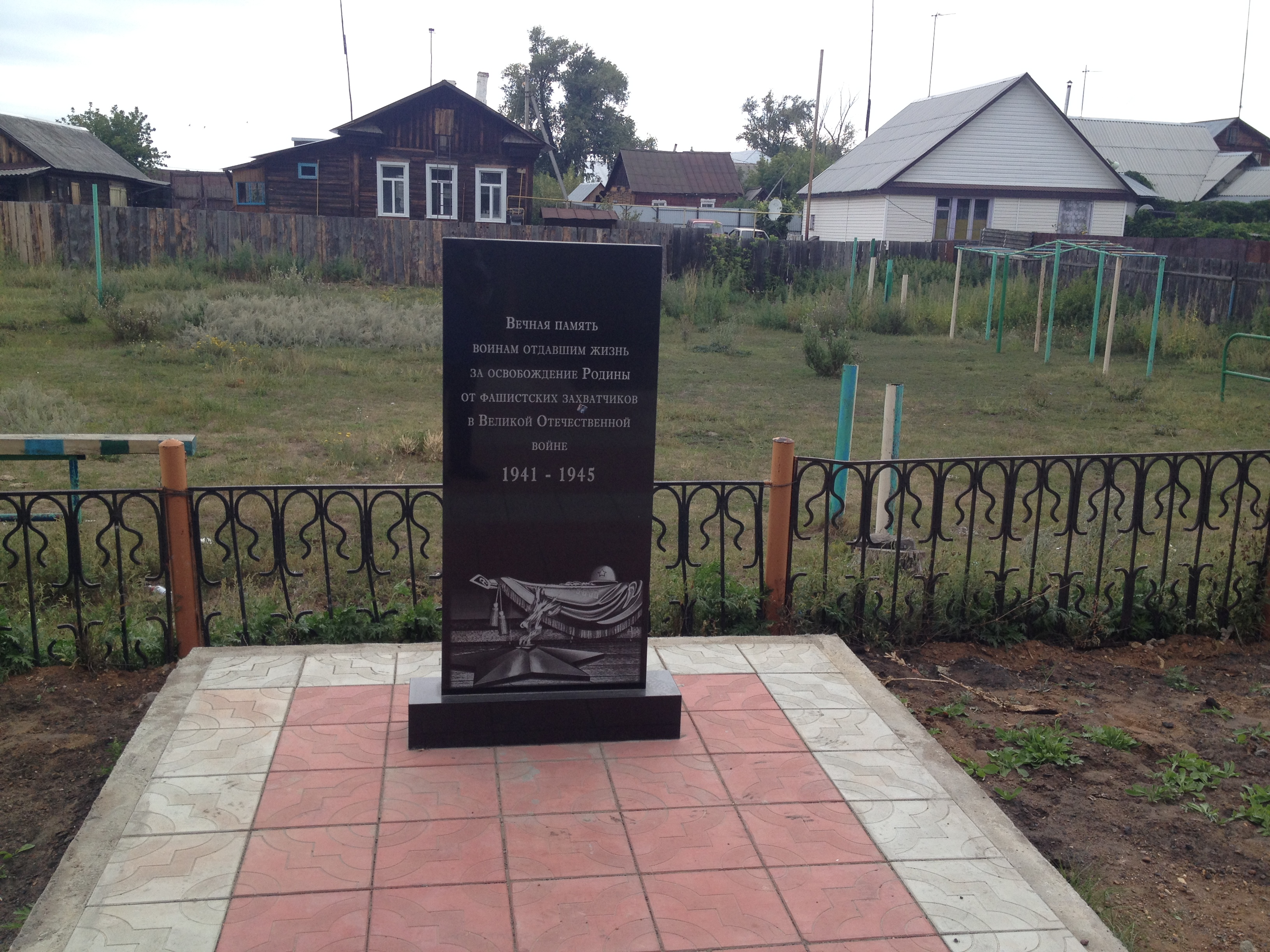
Памяти погибших в Великой Отечественной войне
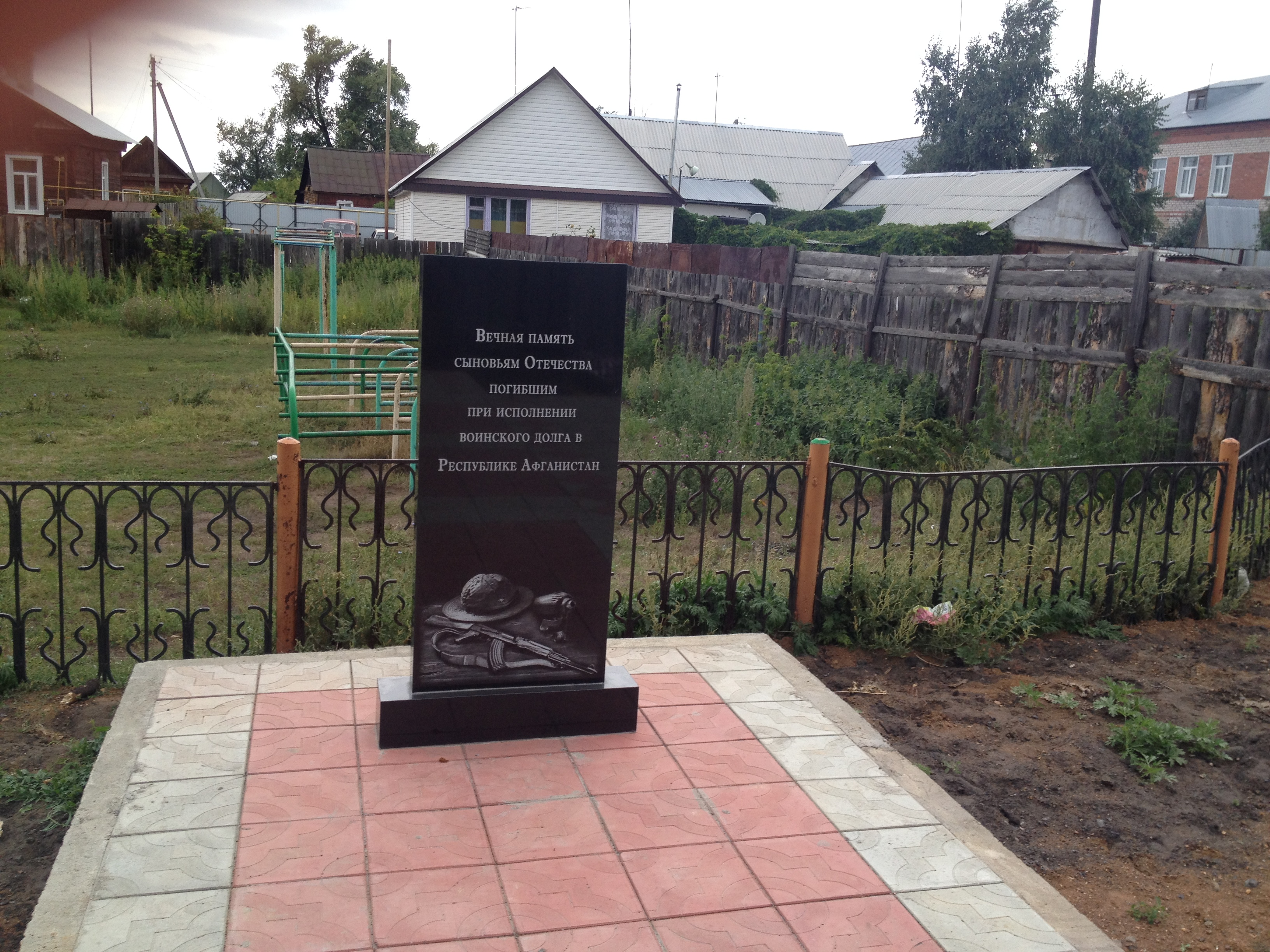
Памяти погибших в Афганской войне
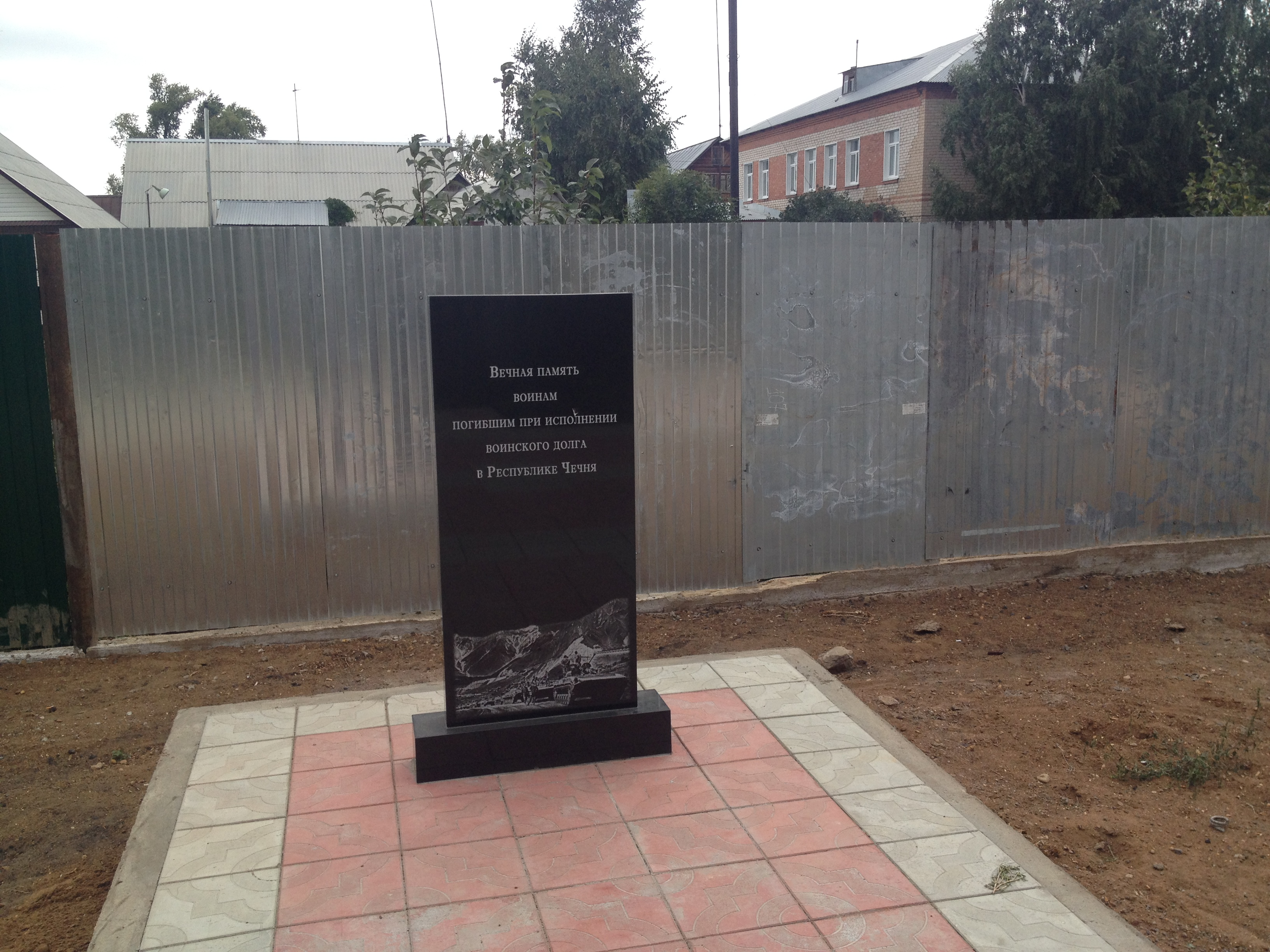
Памяти погибших на Чеченской войне
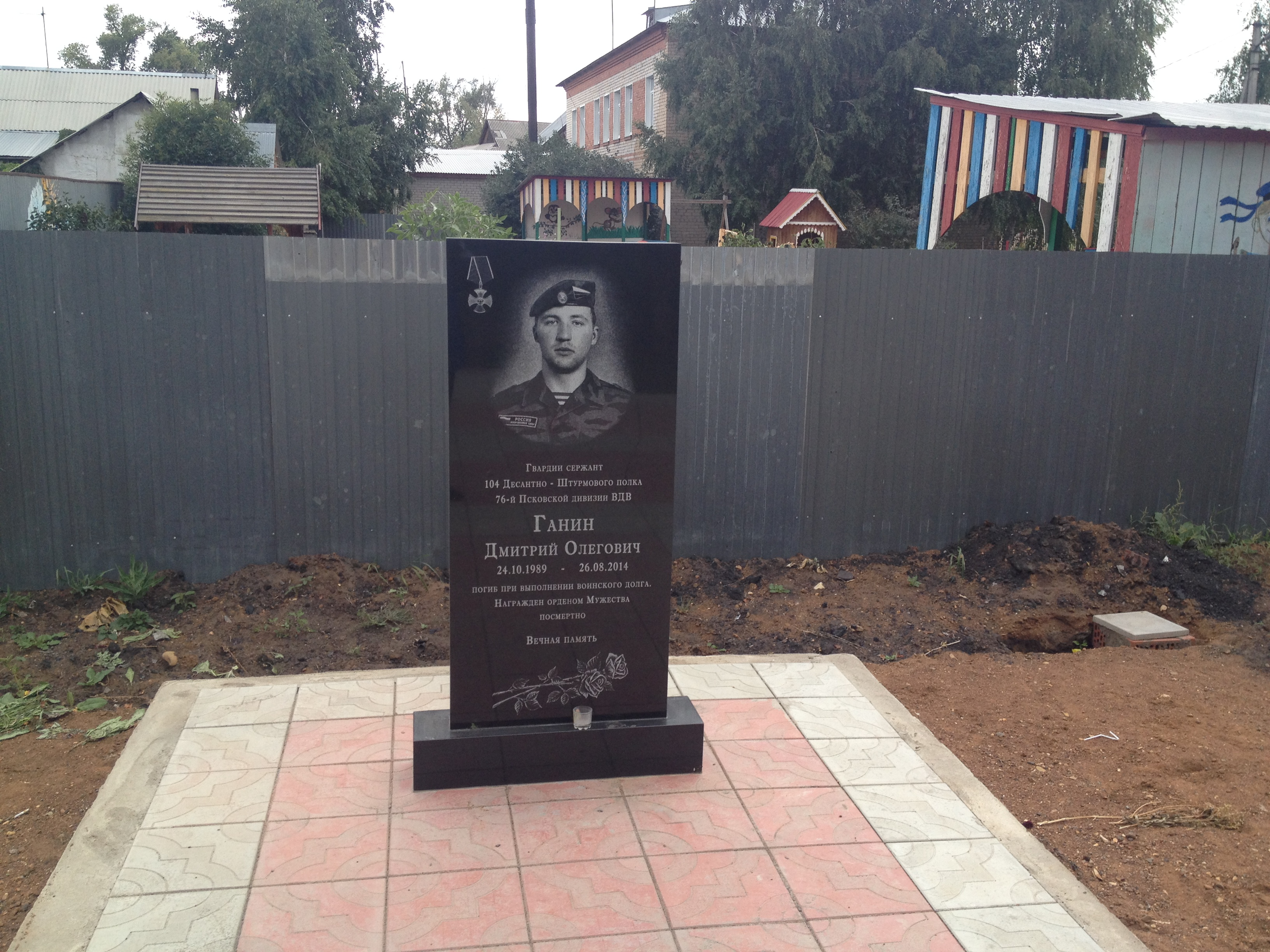
Памяти Дмитрия Ганина
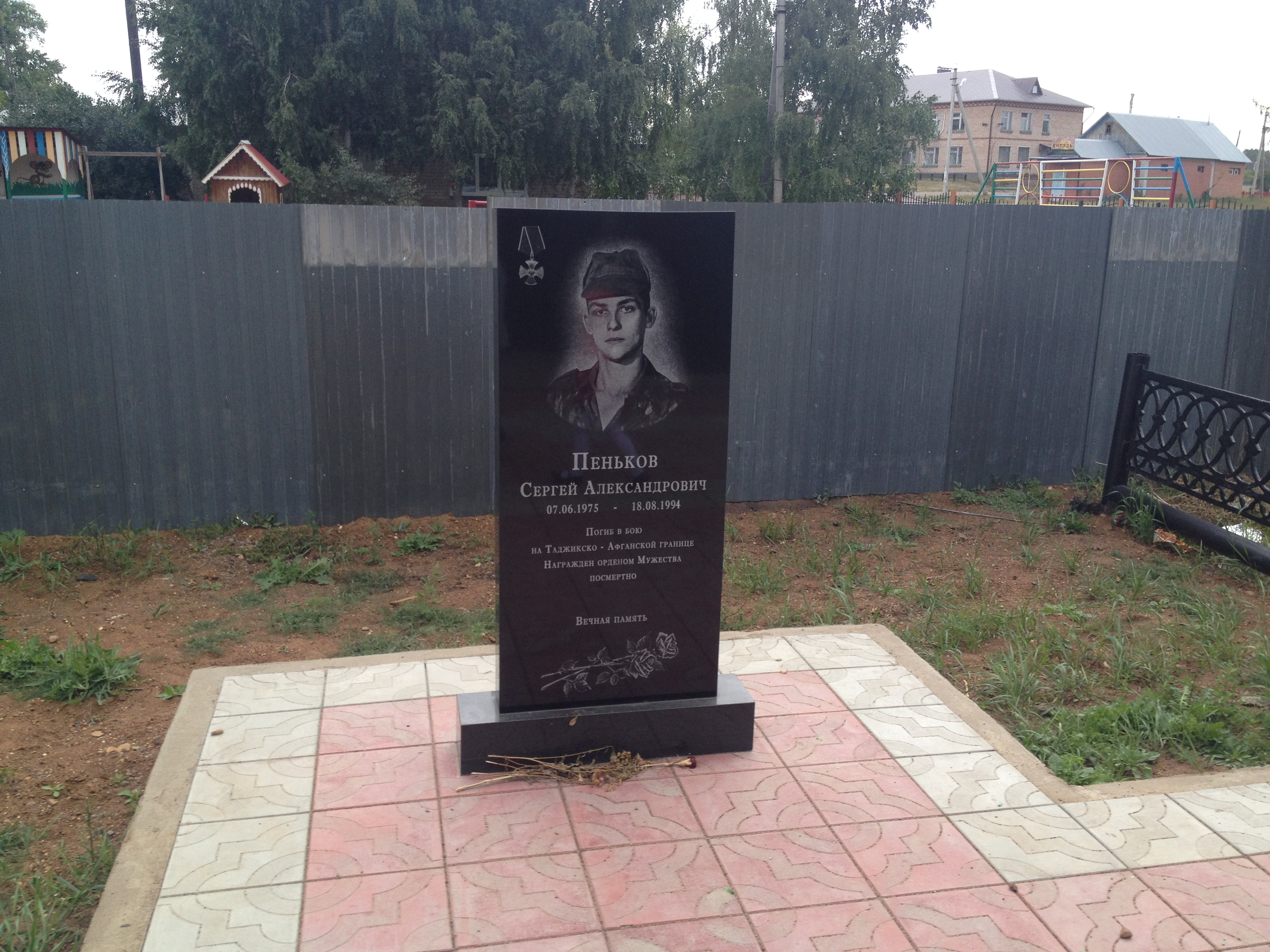
Памяти Сергея Пенькова

## Фотогалерея

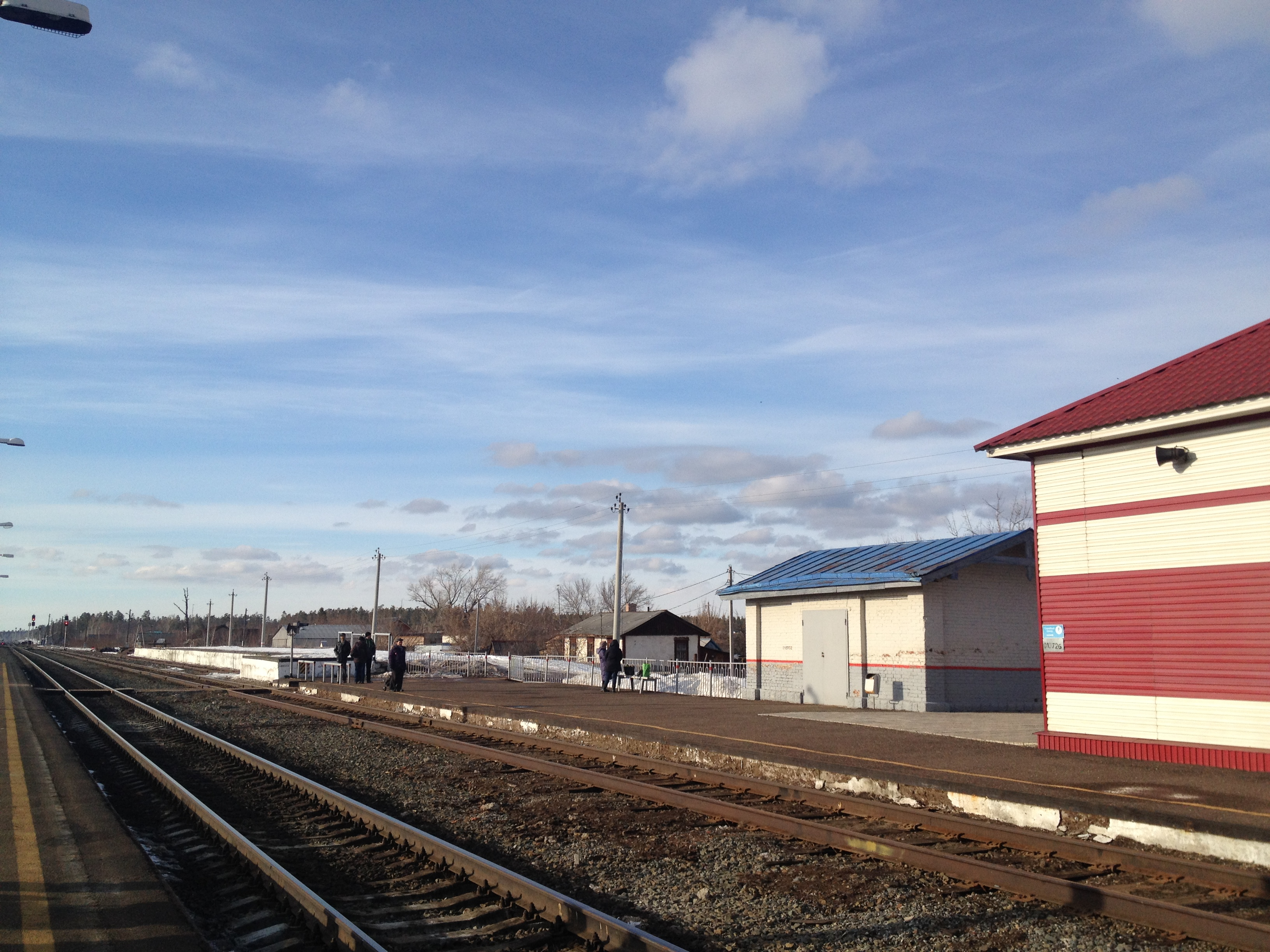
Путь в сторону Самары
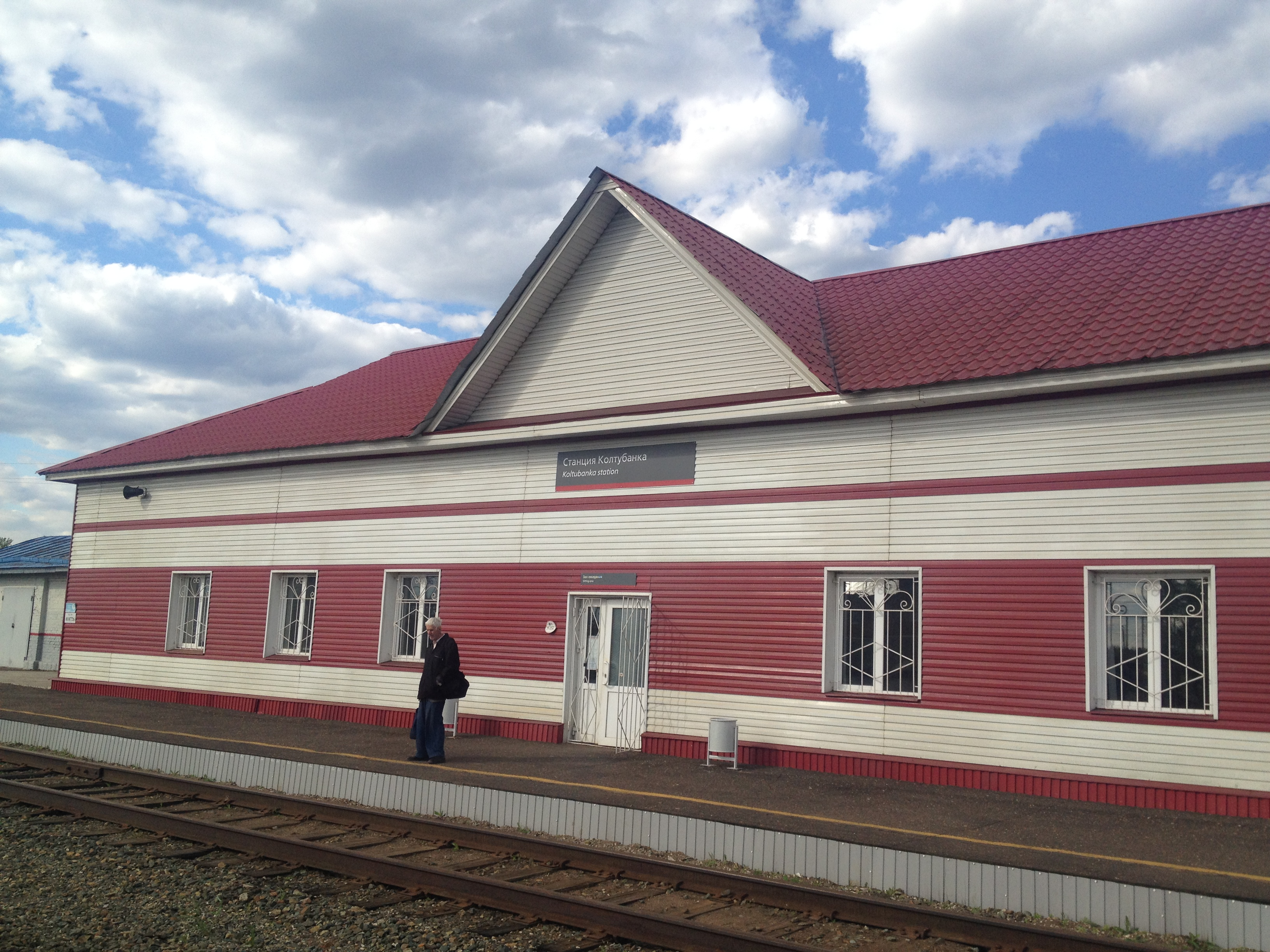
Здание вокзала
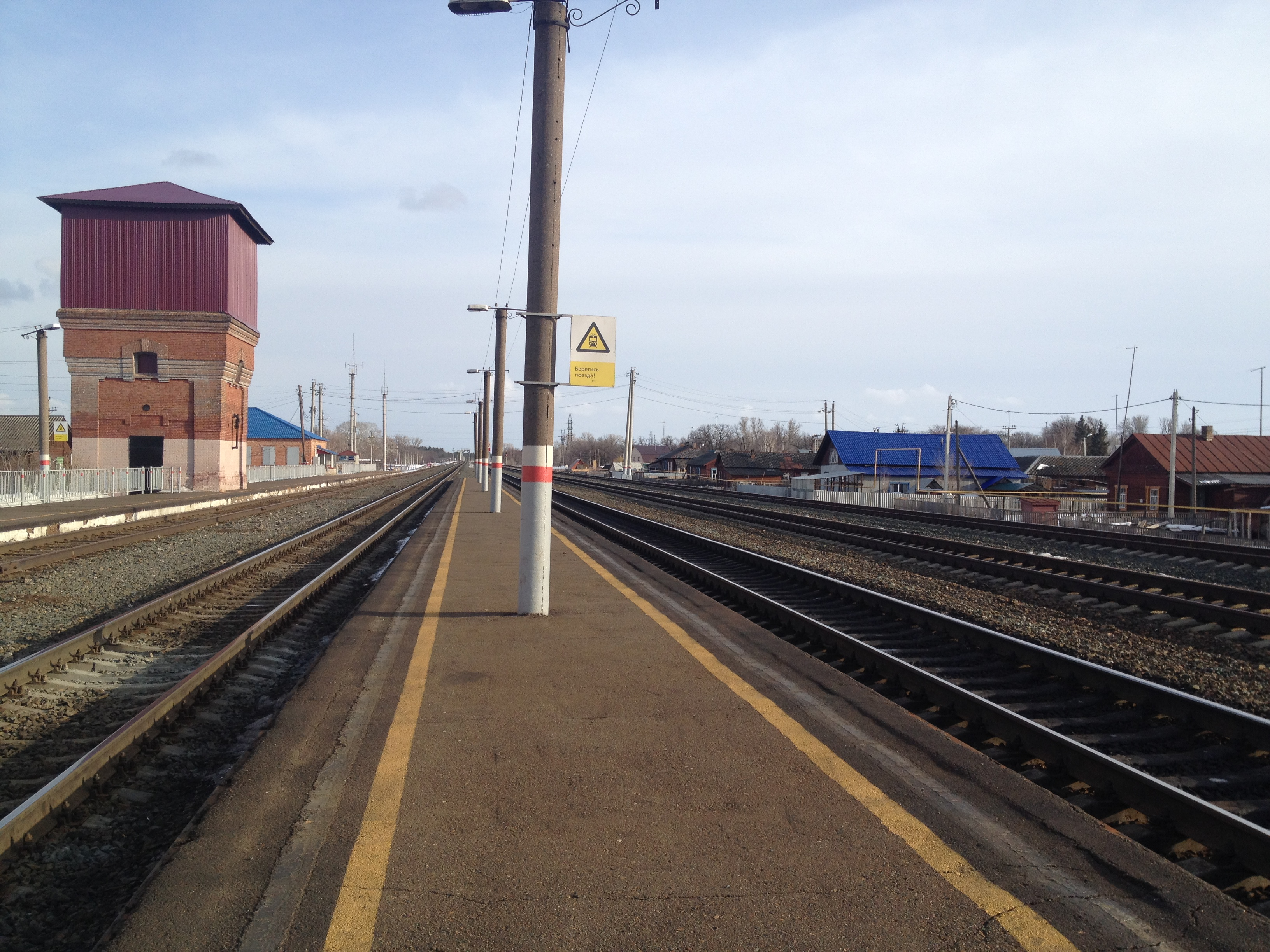
Водонапорная башня. Путь в сторону Бузулука
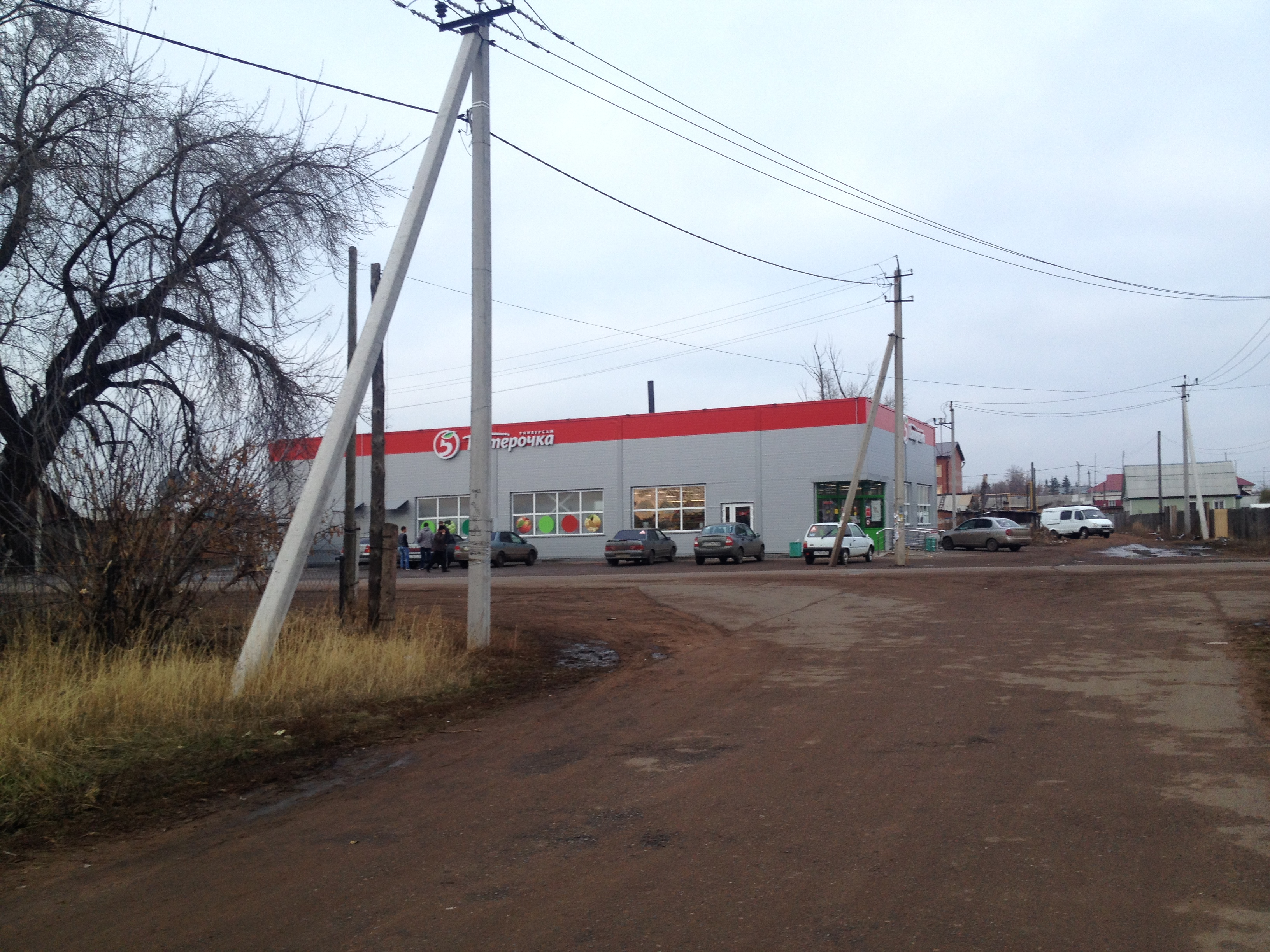
Универмаг «Пятёрочка»
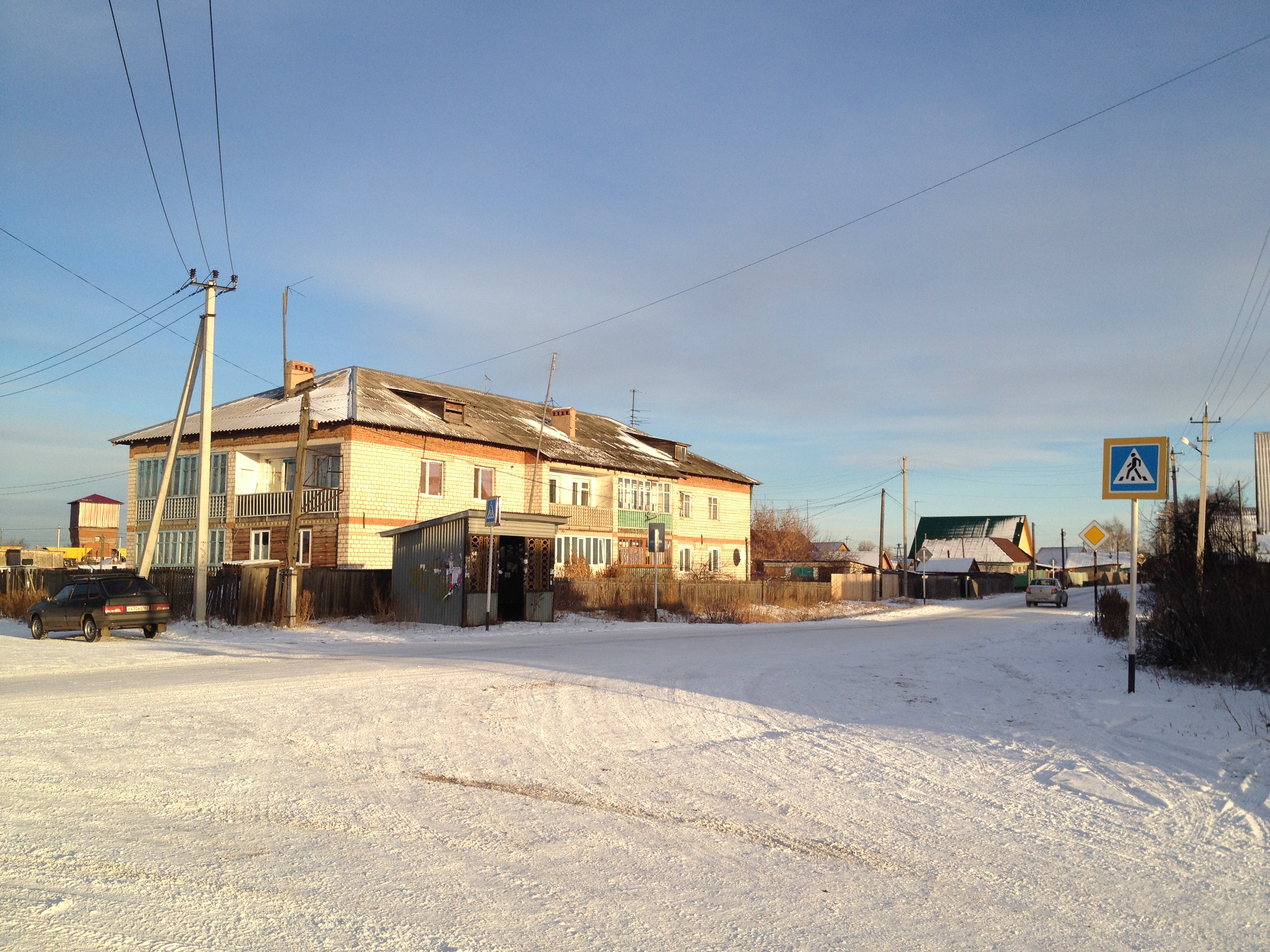
Жилой дом постройки 1985 года
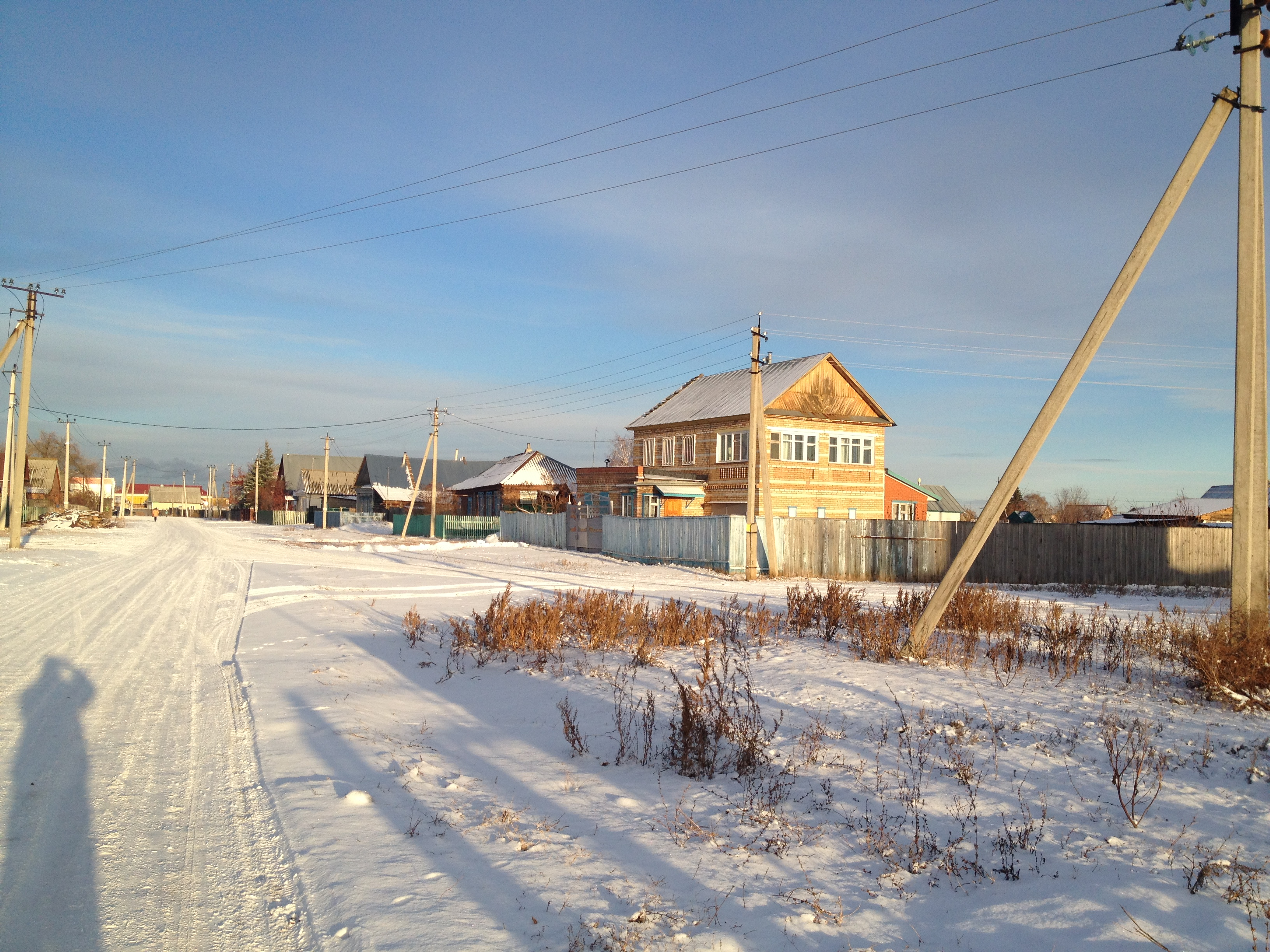
Улица Пушкина зимой
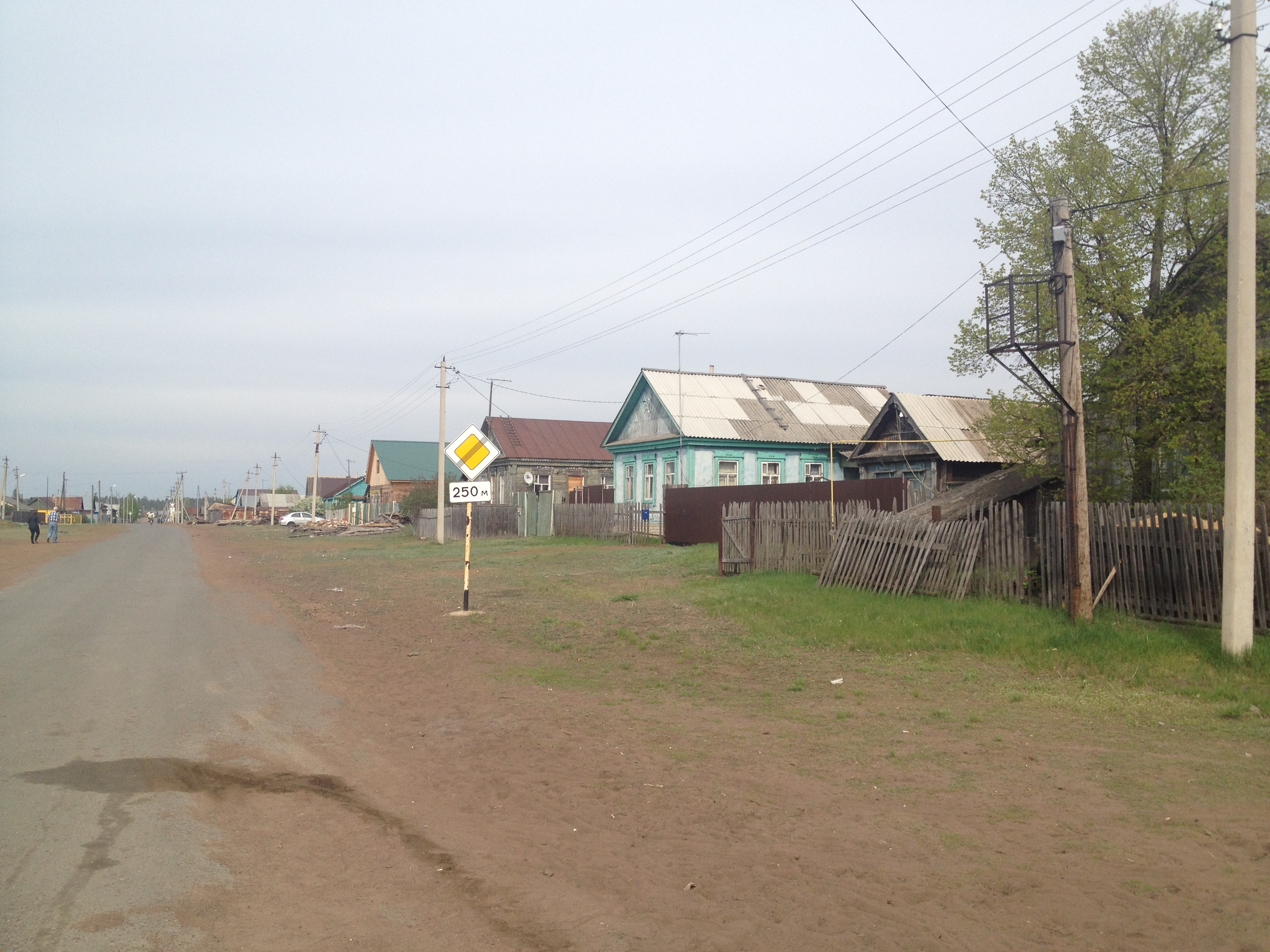
Октябрьская — одна из главных улиц посёлка
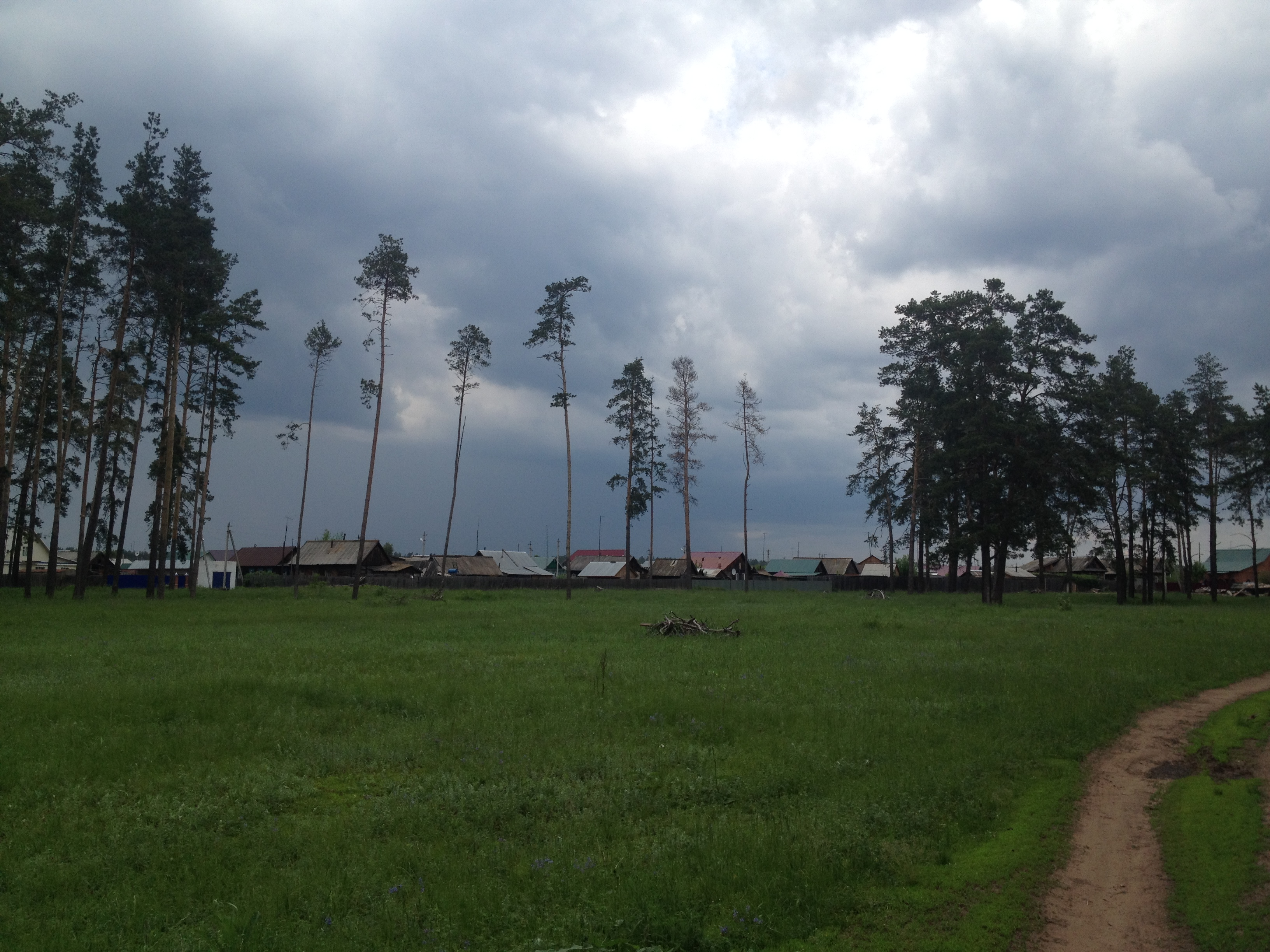
На окраине Колтубановского